# キモノジャック
キモノジャック（英: kimonojack）は、京都府で和装振興を願った11名によって立ち上げられた同振興団体。
または彼らが行う着物イベントである。

## 主な事業
「着物で京都を埋め尽くせ」という指令の元、京都の観光地を着物姿の人々で埋め尽くすイベント「キモノでジャック」を開催。

## キモノでジャック
公式ブログやTwitter、mixi、Facebookなどで指定された場所と時間に合わせ、参加者が着物姿で集まるという着物イベントである。

「参加表明不要」「自由集合」「自由解散」のため、着物愛好家が多く参加する。

またネットを利用した着物イベントのため参加者は老若男女多く集まるが、特に若者の比率が高いこともその特徴である。

2012年9月現在、「キモノでジャック」は京都だけでなく主に関東を中心とした全国各地、海外でも多数開催されている

2013年9月現在　日本国内では、京都、福岡、埼玉、群馬、東京、山口、愛知、北海道、静岡、広島、栃木、茨城、石川、富山、神奈川、青森、岩手、大阪、岡山の１９箇所。
海外では、米国（フロリダ、ニューヨーク、オハイオ、ロスアンゼルス、メンフィス、ハワイ、ラスベガス、ワシントンDC）ロンドン、ウィーン、パリ、オランダ、ポーランド、スペイン、メキシコ、オーストラリア、ドイツ、台湾の１８箇所で開催されている。

## 2010年度に京都で行われた「キモノでジャック」
第1回は2010年3月7日に八坂神社 - 清水寺をターゲットにして行われた。
第2回は2010年4月4日に新風館 - 円山公園で行われた全国から約130名の着物愛好家が集った。。
第3回は2010年5月16日に新風館 - 地下鉄ジャック - 東本願寺 - 京都駅ビル大階段というルートで行われ、約170名が参加した。
第4回は2010年6月12日に伏見で開催された。月桂冠大倉記念館前に集合し、指定された伏見の名所の写真を撮って回るというゲームも採用され、約130名が参加した。
第5回は初の夜間開催。祇園祭に合わせ2010年7月16日の夜に烏丸姉小路交差点をジャック。事前にオリジナル団扇を配布し、それを持って集合するという企画で、約100名が浴衣姿で参加した。
第6回は2010年9月12日に平安神宮 - 南禅寺へ行くというルートで行われ、多くの着物愛好家が集まった。
第7回は2010年10月24日雨の中嵐山にて開催され、渡月橋ジャックが行われた。
第8回は2010年11月10日四条烏丸にあるファッションビルのプレオープンに合わせ、145人もの着物愛好家がビルの前に集まった。
第9回は2010年12月5日鴨川デルタ、下鴨神社にて着物愛好家らによるキモノでジャックが行われた。

2012年9月現在、京都で行われた「キモノでジャック」は第20回を迎え多くの着物愛好家らが参加するイベントとなっている。

## 問題点
基本的に参加表明不要・自由集合・自由解散のため参加者の統率が取り辛く（人数も把握できない）、イベントの性質上団体行動となる場合も多く、行動が周辺の住民や店舗に影響を与えることがある。
実際に2010年11月3日の「東京キモノジャック2nd」では、表参道ヒルズの敷地内を（事前に許可を取ることなく）集合場所としたため警備員に排除される、という事象が起こっている。